# Blaesodactylus sakalava
Blaesodactylus sakalava — вид геконоподібних ящірок родини геконових (Gekkonidae). Ендемік Мадагаскару.

## Опис
Blaesodactylus sakalava — відносно великий гекон, довжина тіла якого (без врахування хвоста) становить 100–144 мм. Хвіст довгий, тонкий, його довжина становить майже половину від згальної довжини тіла. Забарвлення переважно білувато-охристе. Верхня частина тіла, особливо тім'я і спина, поцятковані численними коричневими або рудувато-коричневими плямками.

## Поширення і екологія
Blaesodactylus sakalava мешкають в рівнинних районах на заході і півдні острова Мадагаскар, від центральної Софії до Анузі. Вони живуть в сухих тропічних лісах і чагарникових заростях. Зустрічаються на висоті від 20 до 225 м над рівнем моря.